# Passalus rhodocanthopoides
Passalus rhodocanthopoides (лат.) — вид сахарных жуков рода Passalus из семейства пассалиды (Passalidae). Неотропика (Боливия, Бразилия, Перу, Суринам). Длина более 2 см (22,0-25,0 мм). Чёрные, блестящие. Отличается следующими признаками: антеннальная булава с 5 ламелями, первые две редуцированы (половина ширины третьей ламели). Передний край лица прямой или почти прямой, без вторичных медиально-фронтальных бугорков; центральный бугорок со свободной вершиной, сросшийся с лобными гребнями (подрод Pertinax). Максила с лациниями, двузубчатыми в апикальной трети. Медиобазальный участок ментума выступающий. Простернеллум ромбовидный.